# The Knife
Ne doit pas être confondu avec The Knife (chanson).
The Knife est un groupe suédois de synthpop, originaire de Göteborg. Il est formé en 1999 par Olof et Karin Dreijer, et reconnu par la critique à partir de 2006. Le groupe se sépare en 2014.

## Historique
Karin et Olof Dreijer, frère et sœur, forment le groupe en 1999 à Göteborg,.
Le premier album, The Knife du duo sort en 2001. En 2003, le titre Heartbeats est repris par José González dans son album Veneer. Cette version sera ensuite utilisée en 2006 dans une publicité pour les écrans Bravia de Sony. Dans une interview pour le journal Dagens Nyheter, le groupe prétend que Sony a payé une grande somme d'argent pour utiliser leur chanson ; malgré les vues anti-commerciales du groupe, ils ont justifié la transaction en citant leur besoin d'argent.
Alors que les critiques ne s'enthousiasment pas pour les premiers albums du groupe, il en va tout autrement pour l'album Silent Shout, sorti en 2006. Sur scène, Karin et Olof Dreijer se cachent derrière des costumes énigmatiques dans une atmosphère d'images vidéo et d'installations. En 2009, Karin Dreijer Andersson s'offre une parenthèse en dehors du groupe en publiant son premier projet solo. Elle enregistre un album sous l'identité de Fever Ray.
Enregistré en collaboration avec Mt. Sims et Planningtorock, un nouvel album intitulé Tomorrow, In A Year paraît le 1er mars 2010. Sur son site Internet, le groupe a proposé gratuitement le téléchargement d'un extrait, le morceau Colouring Of Pigeons. Tomorrow, In A Year est inspiré par la vie du naturaliste Charles Darwin et par son ouvrage L'Origine des espèces.
En 2010, le titre Pass this on est utilisé dans une scène du film Les Amours imaginaires de Xavier Dolan. Le 12 décembre 2012, The Knife diffuse sur sa page Facebook et sur son site officiel une courte vidéo avec l'accroche (en anglais) : « La musique peut être tellement insignifiante. Nous devions trouver la passion. Nous avons demandé à nos amis et amants de nous aider », vidéo qui se révèle être la bande-annonce d'un nouvel album. Le quatrième album du groupe Shaking the Habitual, sort en avril 2013 (le 9 aux États-Unis et le 8 dans le reste du monde). Les concerts de la tournée européenne annoncée ensuite sur internet sont en majorité déclarés complets en seulement quelques jours, voire quelques heures pour certains. Mais le groupe se produit également sur scène dans le cadre de différents festivals de l'été.
En août 2014, le groupe annonce mettre fin à ses activités après un dernier concert en novembre de la même année. Un album enregistré en concert paraît en 2017, intitulé Live at Terminal 5.
En 2017, interrogé par Pitchfork sur un potentiel retour de The Knife, Olof Dreijer répond : « The Knife n'est qu'un seul de nos projets et quand nous le sentons, nous faisons de la musique ». En 2018, le magazine Les Inrockuptibles demande à Karin Dreijer « Va-t-il y avoir un comeback de The Knife ? » et celle-ci répond : « je n’en ai aucune idée. Je vais tourner avec Fever Ray pendant une année encore, après, je ne sais pas… ».

## Discographie

### Albums studio
- 2001 : The Knife

1. Neon
2. Lasagna
3. I Just Had To Die
4. I Take Time
5. Parade
6. Zapata
7. Bird
8. NY Hotel
9. A Lung
10. Reindeer

- 2003 : Deep Cuts

1. Heartbeats
2. Girl's Night Out
3. Pass This On
4. One For You
5. The Cop
6. Listen Now
7. She's Having A Baby
8. You Take My Breath Away
9. Rock Classics
10. Is It Medecine ?
11. You Make Me Like Charity
12. Got 2 Let U
13. Behind The Bushes
14. Hangin' Out

- 2006 : Silent Shout

1. Silent Shout
2. Neverland
3. The Captain
4. We Share Our Mothers' Health
5. Na Na Na
6. Marble House
7. Like A Pen
8. From Off To On
9. Forest Families
10. One Hit
11. Still Light

Édition limitée sortie le 2 juillet 2007 contient le live Silent Shout: An Audio Visual Experience en CD et DVD, concert enregistré le 12 avril 2006 à Göteborg.
- 2010 : Tomorrow, in a YearBande originale d'un opéra sur L'Origine des espèces de Charles Darwin, en collaboration avec Mount Sims (en) et Planningtorock.

1. Intro
2. Epochs
3. Geology
4. Upheaved
5. Minerals
6. Ebb Tide Explorer
7. Variation Of Birds
8. Letter To Henslow
9. Schoal Swarm Orchestra
10. Annie's Box
11. Tumult
12. Colouring Of Pigeons
13. Seeds
14. Tomorrow In A Year
15. The Height Of Summer
16. Annie's Box (Alt. Vocal)

- 2013 : Shaking the Habitual

1. A Tooth For An Eye
2. Full Of Fire
3. A Cherry On Top
4. Without You My Life Would Be Boring
5. Wrap Your Arms Around Me
6. Crake
7. Old Dreams Waiting To Be Realized
8. Raging Lung
9. Networking
10. Oryx
11. Stay Out Here (Shannon Funchess, Emily Roysdon and The Knife)
12. Fracking Fluid Injection
13. Ready To Lose

### Mini-album
- 2014 : Shaken-Up Versions

1. We Share Our Mothers' Health (Shaken-Up Version)
2. Got 2 Let U (Shaken-Up Version)
3. Bird (Shaken-Up Version)
4. Without You My Life Would Be Boring (Shaken-Up Version)
5. Pass This On (with Shannon Funchess) (Shaken-Up Version)
6. Ready To Lose (Shaken-Up Version)
7. Stay Out Here (with Shannon Funchess) (Shaken-Up Version)
8. Silent Shout (Shaken-Up Version)

### Bande originale
- 2003 : Hannah med H

1. Real Life Television
2. Hannah's Conscious
3. Handy-Man
4. High School Poem
5. New Year's Eve
6. Three Boys
7. This Is Now
8. The Bridge
9. Copenhagen
10. Wanting to Kill
11. Jens's Sneaking
12. Vegetarian Restaurant
13. At the Café
14. A Different Way
15. Poetry by Night
16. Listen Now

### EP
- 2004 : Gender Bender

1. Handy-man
2. Manhood
3. You Make Me Like Charity
4. Hangin' Out

### Singles
- 2002 : Got 2 Let U

1. Got 2 Let U
2. Manhood
3. Got 2 Let U (remix by Paul Källman)

- 2002 : Nedsvärtning

1. Nedsvärtning

- 2004 : Heartbeats - remixes

1. Heartbeats
2. Heartbeats (Rex the dog rmx)
3. Heartbeats (The Knife Techno Mix)
4. I Just Had To Die (remix)
5. Heartbeats (Style of Eye rmx)

- 2005 : You Take My Breath Away - Remixes

1. You Take My Breath Away - Mylo Mix
2. You Take My Breath Away - MHC Remix
3. You Take My Breath Away - Puppetmasters Remix
4. You Take My Breath Away - Emmon Remix
5. You Take My Breath Away - feat. Jenny Wilson

- 2006 : Silent Shout Single (with Remixes)

1. Silent Shout
2. Silent Shout (Williams Acidic Circuits remix)
3. Silent Shout (Troy Pierce Barado en Locombia mix)
4. Silent Shout (Shinedoe remix)

- 2006 : Marble House (with Remixes)

1. Marble House (radio edit)
2. Marble House (album version)
3. Marble House (PTR remix)
4. Marble House (Rex The Dog remix)
5. Marble House (Booka Shade Polar Light Dub)
6. Marble House (Booka Shade remix)
7. Marble House (Emperor Machine remix edit)

- 2006 : We Share Our Mothers' Health (with Remixes)

1. We Share Our Mothers' Health (radio edit)
2. We Share Our Mothers' Health (Trentemöller remix)
3. We Share Our Mothers' Health (original version)
4. We Share Our Mothers' Health (Radioslave remix)
5. We Share Our Mothers' Health (Ratatat remix)

- 2006 : Like a Pen (with Remixes)

1. Like A Pen - radio edit
2. Like A Pen - album version
3. Like A Pen - club mix
4. Like A Pen - demo version
5. Like A Pen - heartthrob remix
6. Like A Pen - thomas schumacher dub
7. Like A Pen - heartthrob dub
8. Like A Pen - thomas schumacher remix